# La Côte-de-Beaupré
La Côte-de-Beaupré ist eine regionale Grafschaftsgemeinde (französisch municipalité régionale de comté, MRC) in der kanadischen Provinz Québec.
Sie liegt in der Verwaltungsregion Capitale-Nationale und besteht aus elf untergeordneten Verwaltungseinheiten (drei Städte, drei Gemeinden, drei Sprengel und zwei gemeindefreie Gebiete). Die MRC wurde am 1. Januar 1982 gegründet. Der Hauptort ist Château-Richer. Die Einwohnerzahl beträgt 28.199 (Stand: 2016) und die Fläche 4.865,97 km², was einer Bevölkerungsdichte von 5,8 Einwohnern je km² entspricht.

## Gliederung
Stadt (ville)
- Beaupré
- Château-Richer
- Sainte-Anne-de-Beaupré

Gemeinde (municipalité)
- Boischatel
- Saint-Ferréol-les-Neiges
- Saint-Tite-des-Caps

Sprengel (municipalité de paroisse)
- L’Ange-Gardien
- Saint-Joachim
- Saint-Louis-de-Gonzague-du-Cap-Tourmente

Gemeindefreies Gebiet (territoire non organisé)
- Lac-Jacques-Cartier
- Sault-au-Cochon

## Angrenzende MRC und vergleichbare Gebiete
- Lac-Saint-Jean-Est
- Charlevoix
- Montmagny
- L’Île-d’Orléans
- Québec
- La Jacques-Cartier
- La Tuque